# Llaranes
Llaranes es un barrio del municipio asturiano de Avilés (España), se encuentra situado en la zona sureste del mismo. Aumentó de manera importante su población a partir de la década de los cincuenta con la construcción del poblado obrero de la Empresa Nacional Siderúrgica S.A. Constituye, hoy en día, uno de los mejores ejemplos de su tipología en España,[cita requerida] y un destacado punto de referencia del patrimonio industrial asturiano. 
La fiesta del barrio fue tradicionalmente la de San Lorenzo, que se celebra el fin de semana más cercano al 10 de agosto, en honor a su patrón San Lorenzo de Cortina. Desde la creación del poblado fabril (junto al barrio originario) y de la nueva iglesia de Santa Bárbara con la construcción de la fábrica, también empezó a celebrarse esta santa en torno al 4 de diciembre, desde la década de los años sesenta del siglo XX.  

## Símbolos
Llaranes no cuenta con ningún símbolo oficial ni popular. Tan solo se ha realizado el himno titulado Llaranes. Mi barrio, con una letra original de la vecina Ángeles Álvarez Nieto que fue estrenada en un concierto celebrado en el año 2009 en la iglesia de Santa Bárbara y que todos los días desde 2015 es interpretado por el reloj de la Plaza Mayor, a las seis. Con ocasión de las celebraciones del 60.º aniversario del poblado obrero, en 2017, el artista avilesino Samuel Armas diseñó una bandera que reunía algunos de los elementos patrimoniales más populares del barrio, que fue retirada de su mástil al término de la efeméride.

## Geografía
Llaranes se encuentra situada en el extremo suroriental del municipio de Avilés. Pertenece a la parroquia de Avilés, una de las seis en que se divide el concejo. 
La zona es atravesada por el río Arlós de sur a norte, limitado al este por el monte de Truyés y presidido por un pequeño promontorio, en el pasado denominado El Carbayéu, donde hoy se sitúa la iglesia de Santa Bárbara. 
En la actualidad, Llaranes está integrado por las zonas del Llaranes original, El Poblado, Garajes (antiguo Monte Ormón), El Cruce, La Toba, La Espina y El Ensanche. Antes de la llegada de ENSIDESA contaba con poco menos de cuatrocientos habitantes, que con la construcción del poblado obrero ascendieron a más de ocho mil.[cita requerida]

## Historia

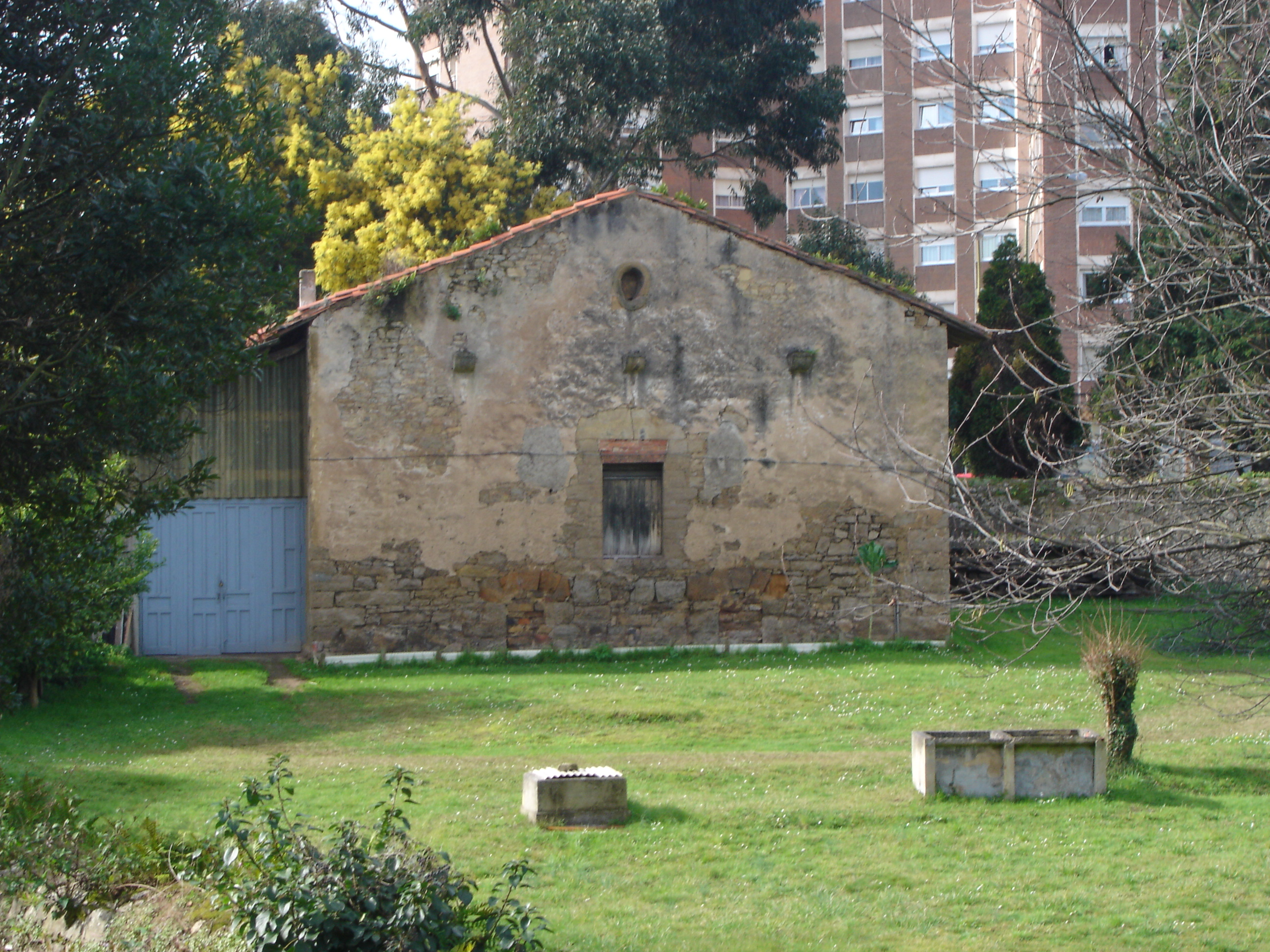
Restos del edificio fabril del Martinete del Castañedo de Zaldúa, del.

Se han encontrado restos arqueológicos de tiempos prehistóricos, como el hallazgo de un denticulado y una lasca levallois. Estos pocos vestigios enlazan con los correspondientes al período de la romanización, del que se ha defendido la existencia de una pequeña villa romana sustentada en la aparición de varias monedas de cobre de época imperial. De esta época es también el propio topónimo, que los especialistas enlazan con el antropónimo Larius y que, en época medieval, evolucionaría a Leranes y, más tarde, a su forma actual de Llaranes.
Durante la Alta Edad Media existe una comunidad cristiana, seguramente de pequeñas dimensiones, que contaba con un templo propio ubicado, con toda probabilidad, en el entorno de la actual Capilla de San Lorenzo de Cortina. De ese primitivo espacio de culto se conserva, inserta en el imafronte de la actual capilla, una ventana prerrománica datada en el siglo X. En los años 2002 y 2010 se realizaron sendas campañas arqueológicas que sacaron a la luz los restos de una necrópolis de origen medieval, cuya ocupación se extendió durante la Edad Moderna.

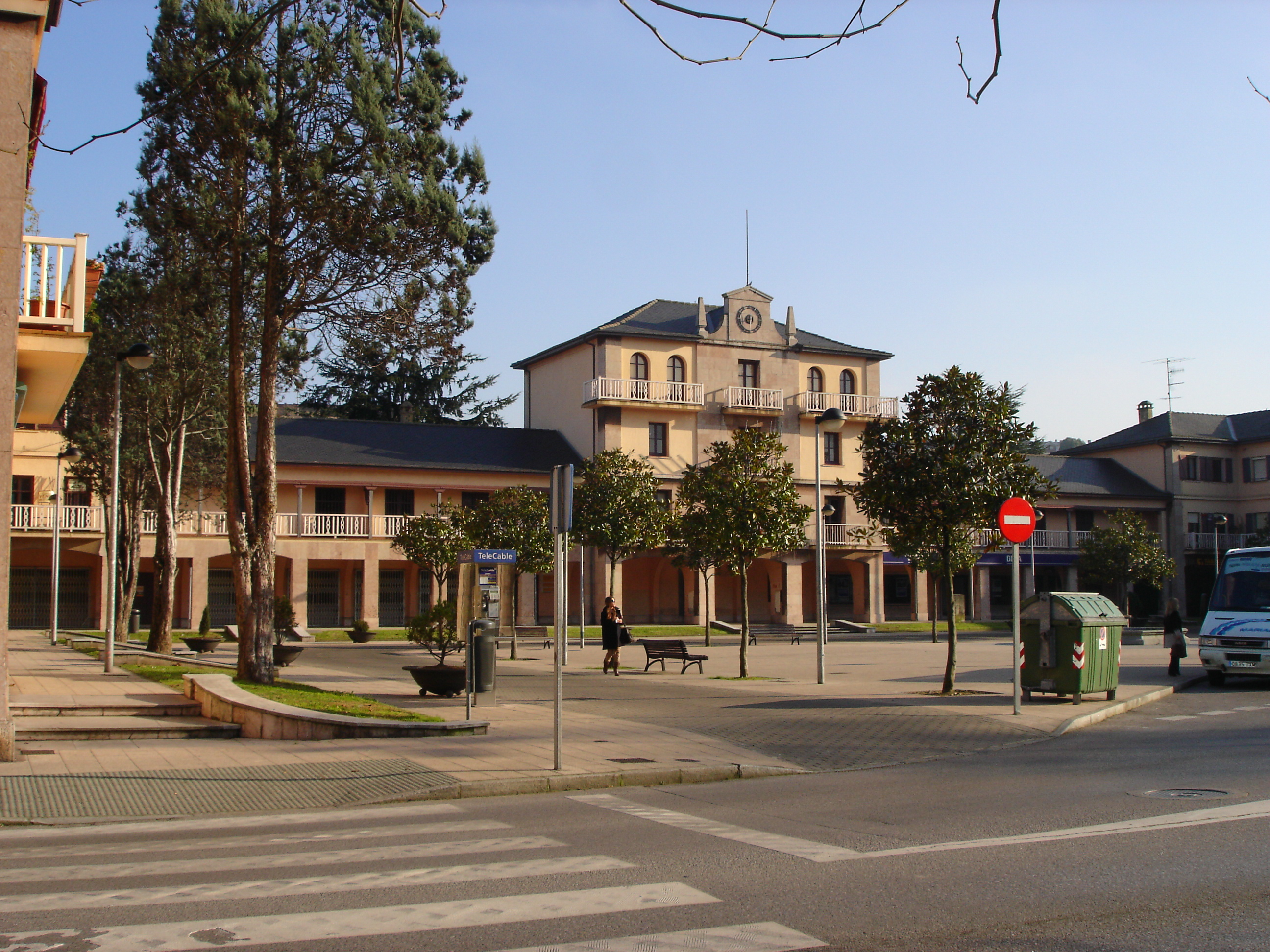
Plaza Mayor de Llaranes. Obra de Juan Manuel Cárdenas y Francisco Goicoechea.

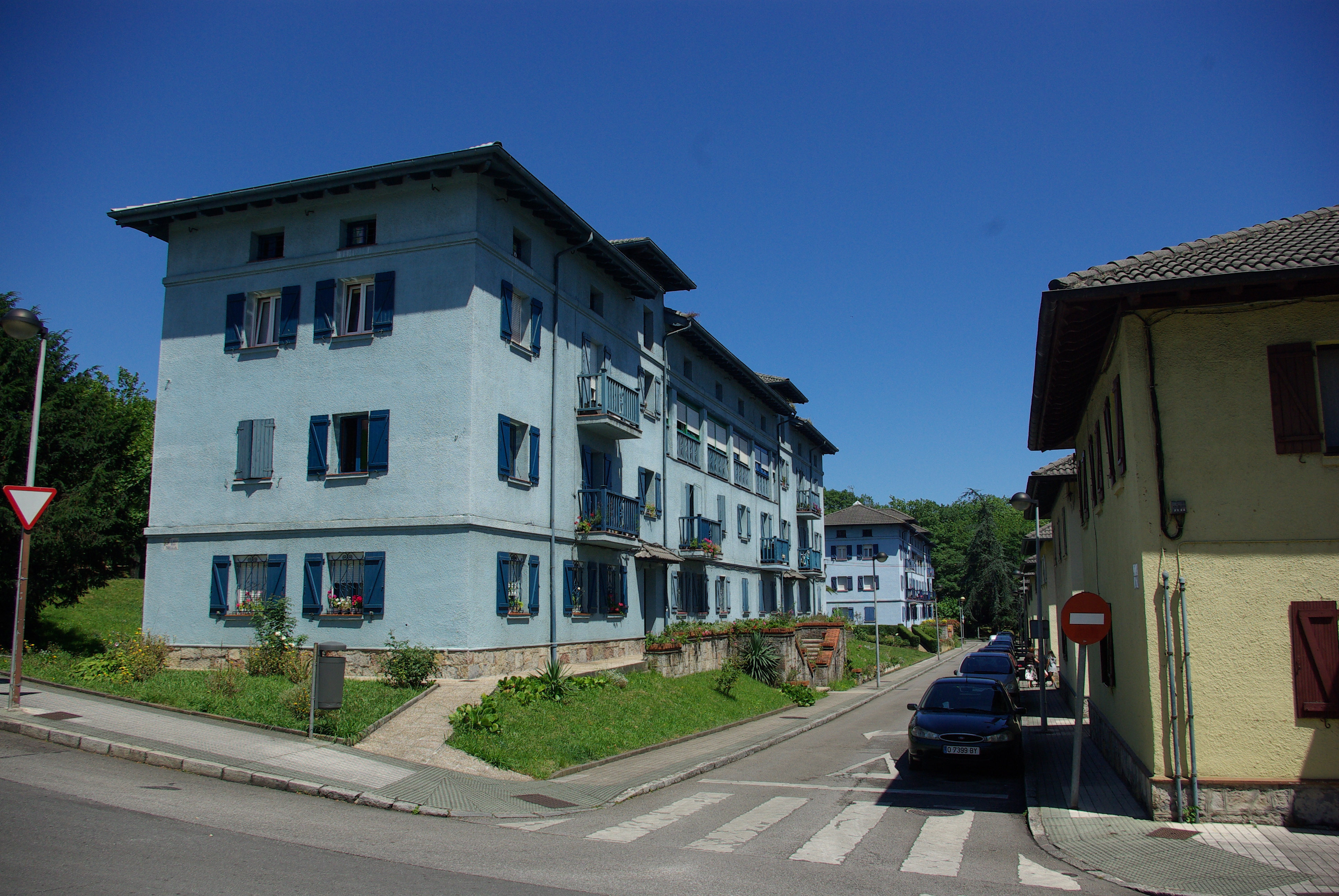
Vivienda de tipo "pantalla" (izquierda) y "pabellón" (derecha).

La Capilla de San Lorenzo de Cortina pasó por épocas de mayor o menos esplendor, pero nunca perdió la condición sacra. Casi un siglo después de la muerte de su último párroco, Alonso Suárez, la iglesia se encontraba en estado de ruina. Este hecho se refleja en un apercibimiento emitido por el Arzobispado de Oviedo en 1732, por el que se insta a los vecinos a reparar la iglesia. El aviso surtió efecto, pues en 1773 ya figura como iglesia de asilo.
En el siglo XVIII, casi como precursor del desarrollo industrial que alcanzaría Llaranes con la dictadura franquista, se fundó el Martinete del Castañedo de Zaldúa, que llegó a ser uno de los establecimientos metalúrgicos más importantes de la época en el concejo, dedicado al procesamiento del cobre. Su edificio fabril aún se conserva, mientras que la gran casona con capilla que dio cobijo a sus propietarios fue derribada en los años setenta del pasado siglo.
Entre 1845 y 1850 se publicó el Diccionario Geográfico-Estadístico-Histórico de España y sus posesiones de Ultramar, de Pascual Madoz, que hace una pormenorizada descripción del Llaranes de Allá: 

Feligresía en la provincia y diócesis de Oviedo, partido judicial y Ayuntamiento de Avilés, al S.E. de la capital del partido en terreno bastante llano; la combaten los vientos E.-O, y el clima es templado y saludable. Tiene 30 casas, de las cuales 28 son de un piso; una fuente en la población y otra en el término cuyas aguas son de buena calidad, particularmente las de esta última que se denomina fuente de la Toba. La iglesia parr. (San Lorenzo) es aneja de la de Avilés. Confina el término N. con las Huelgas de Avilés; E. con la feligresía de Trasona; S. con la Corbera, y O. con la de Avilés. El terreno participa de monte y llano y de buena calidad en lo general; tiene algunos manzanos, perales, castaños y álamos, y bastantes prados naturales y artificiales que producen sabrosas yerbas de pasto. Pasa por esta feligresía un riachuelo que nace en Bendín, baña los lugares de la Mota, Fuente-caliente , Juncedo, Molleda y Villalegre, pasa por el puente de Santa Apolonia y entra en la ría de Avilés. Los caminos conducen á la capital del partido y provincia, y á la villa de Gijón y se hallan en regular estado. El correo se recibe en Avilés PRODUCCIÓN: trigo, maíz , habas, frutas y pastos; se cría el ganado vacuno necesario para la labor; hay caza y pesca de varias clases, INDUSTRIA: la agricultura, un molino harinero y un martinete para tirar el cobre, POBLACIÓN. 49 vecinos, 240 almas.

### El Llaranes de ENSIDESA
En el año 1950 se constituye en Madrid, a instancias del Instituto Nacional de Industria (INI), la Empresa Nacional Siderúrgica, S.A.. La ubicación definitiva de esta planta siderúrgica integral barajó diversas localizaciones en el Principado de Asturias, hasta que finalmente se optó por la erección de la factoría en la margen derecha de la ría de Avilés. Las malas condiciones del cenagoso terreno obligaron a emplear métodos de cimentación como el hincado de pilotes de hormigón o el uso de campanas de aire comprimido que facilitasen las labores de construcción de los numerosos edificios que formaron parte de la fábrica. Desde el principio, se planteó la construcción en la zona contigua al histórico barrio avilesino de Llaranes de un poblado obrero de considerables dimensiones que facilitase el alojamiento de una parte de los trabajadores llegados a Avilés desde numerosos puntos de la geografía rural española. De esta forma, se realizan numerosas expropiaciones y el paisaje agrícola y ganadero da paso a un nuevo pueblo dotado con todo tipo de servicios para el bienestar y control de sus habitantes, con un planteamiento urbanístico de gran singularidad. Con el paternalismo propio de la dictadura franquista.
Del proyecto de construcción se encargaron los arquitectos Juan Manuel Cárdenas Rodríguez y Francisco Goicoechea Agustí, que plantearon un diseño ideal que combina los edificios residenciales (situados en núcleos jerárquicos diferenciados entre sí, en función del puesto que ocupasen sus inquilinos en la fábrica), las construcciones de uso para la comunidad y amplias zonas ajardinadas que constituyen, hoy, una de sus principales señas de identidad. Este modelo paternalista contempló la construcción de edificios articulados en torno a patios (llamados "pabellones" y "pantallas") que alojaron a los obreros en viviendas de unos sesenta metros cuadrados. En el extremo norte del poblado se situaron las viviendas para los capataces y en la parte más alta, ya en el barrio cercano de La Rocica, se crearon dos poblados dedicados a cargos intermedios. Los ingenieros residían en un complejo arquitectónico de gran relevancia, parcialmente remodelado, situado en el centro de Avilés.
A partir de la década de los ochenta el Poblado de Llaranes entra en un profundo declive coincidente con los inicios de la privatización de ENSIDESA y su abandono de la obra social, en la que se enmarcaba el mantenimiento de sus viviendas. A finales del siglo XX el poblado es cedido al Ayuntamiento de Avilés y las viviendas son vendidas a sus inquilinos, pasando a formar parte de pleno derecho de la ciudad como un barrio más, abandonando la autarquía que le caracterizaba. 
En las últimas décadas ha sido sometido a un proceso de rehabilitación, tanto el barrio como el Poblado de Llaranes. El poblado obrero, único por sus características formales y por su estado de conservación, está incluido en la actualidad dentro de la oferta cultural de la comarca de Avilés junto a otros elementos destacados del patrimonio industrial asturiano, como la mina de Arnao (Castrillón).

## Patrimonio Cultural

### Llaranes anterior a ENSIDESA

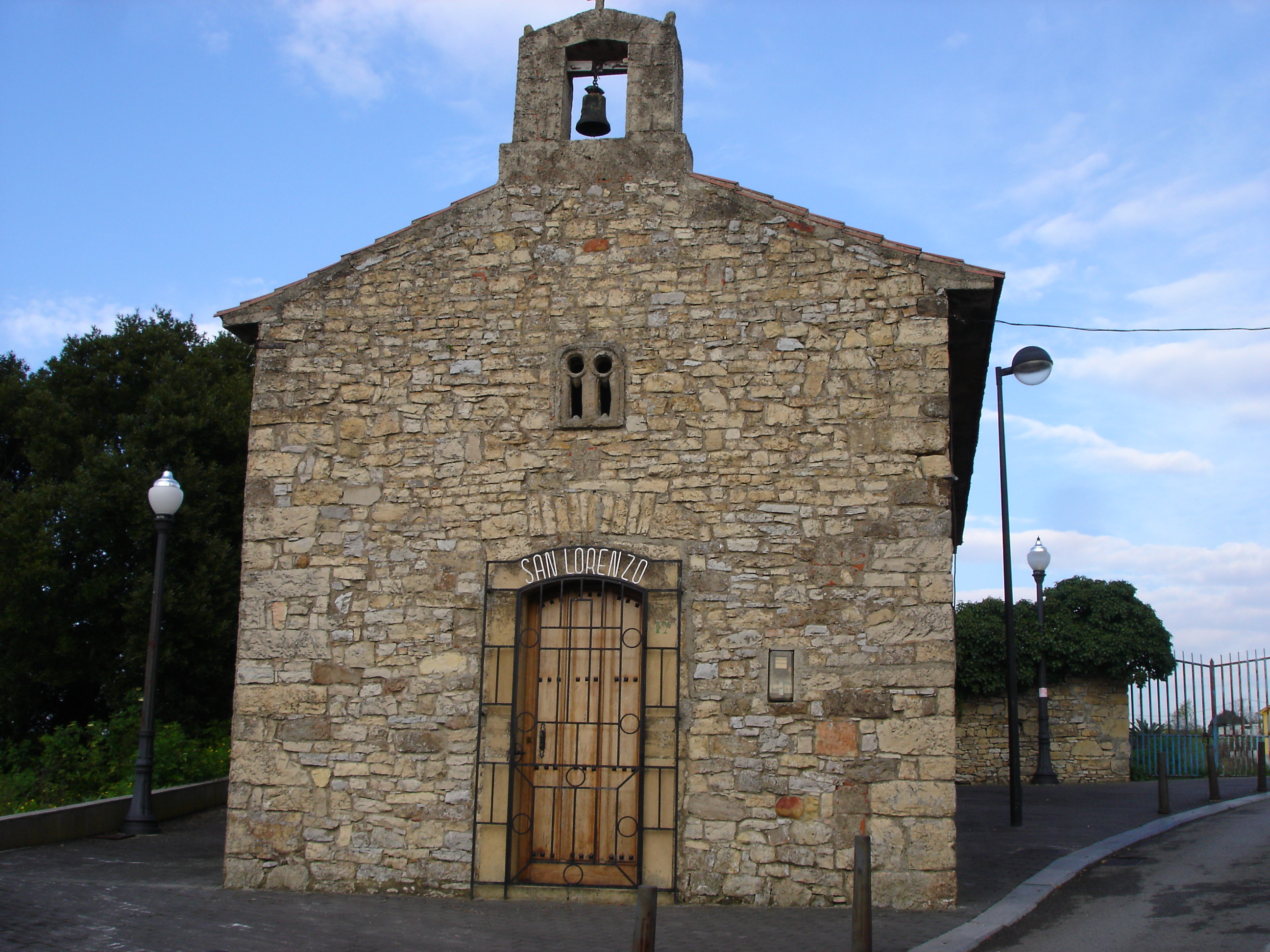
Capilla de San Lorenzo de Cortina, del. Con ventana prerrománica del.

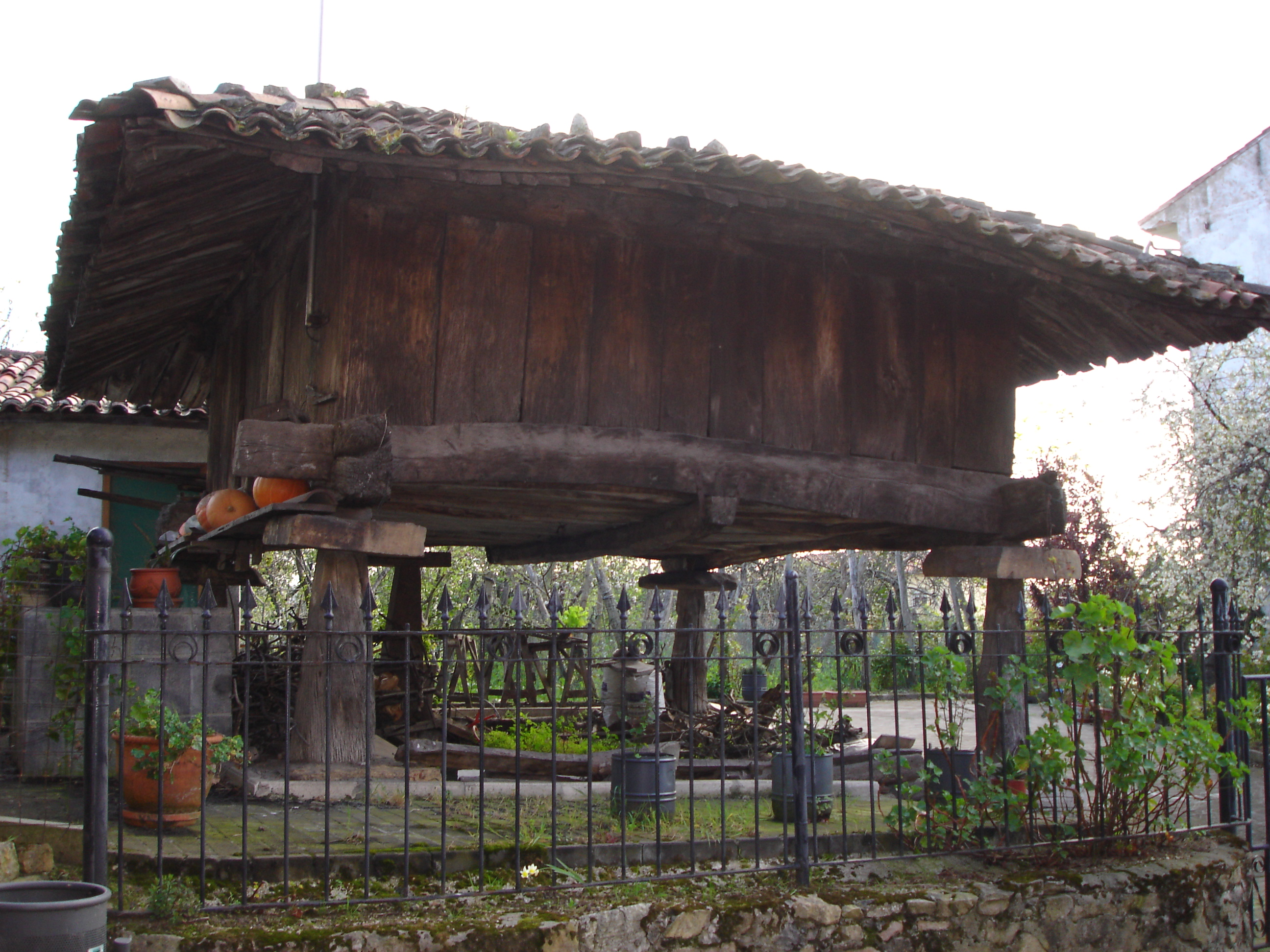
Hórreo. Conjunto etnográfico de Llaranes original.

- Capilla de San Lorenzo de Cortina, del siglo XVIII. Con ventana prerrománica del siglo X.Capilla de San Lorenzo de Cortina: Antiguo templo parroquial de Llaranes, erigido en el siglo XVIII tras haberse declarado en ruina el anterior templo prerrománico, del que se conserva una ventana prerrománica con decoración sogueada datada en el siglo X. Desempeñó la función de iglesia parroquial hasta la constitución de la nueva de Santa Bárbara en 1957. El edificio sufrió graves daños durante Guerra Civil, perdiéndose la mayor parte de sus bienes muebles. En su interior conserva un estandarte procesional original, así como las imágenes de San Lorenzo, San Antonio de Padua y de la Virgen Milagrosa. También cobró, desde los años ochenta del siglo XX, especial importancia el culto a la Virgen de Guadalupe. Cada 10 de agosto se celebra una procesión que recorre las calles circundantes.Hórreo. Conjunto etnográfico de Llaranes original.
- Conjunto etnográfico de Llaranes: En el entorno de la Capilla de San Lorenzo de Cortina se sitúan varios hórreos y paneras de diferentes cronologías, que constituyen ejemplos de gran interés. Cabe destacar un hórreo con pegollos de madera de estilo Villaviciosa, otro con decoración tallada y pintada y una panera con inscripción que la data en 1872. Estos dos últimos pertenecen al estilo Carreño y se completan con otros diseminados por los núcleos de Les Niñades, La Toba y el poblado. Muchos ejemplos de estas edificaciones fueron destruidos para la construcción del poblado obrero.
- Martinete del Castañedo de Zaldúa[5]: Edificio fabril situado en la zona de La Toba destinado a estirar el cobre. Llegó a ser la fábrica más importante en el concejo desde su construcción en el siglo XVIII. Se ubicaba en un entorno rodeado de árboles que permitía abastecer de madera las instalaciones. Junto a la pequeña fábrica se situó una gran casona para sus propietarios, de dos plantas y con capilla adosada. Este complejo fue derribado en los años setenta del pasado siglo para la construcción del C.P. La Toba, conservándose únicamente el escudo de la misma en la calle La Fruta de Avilés.

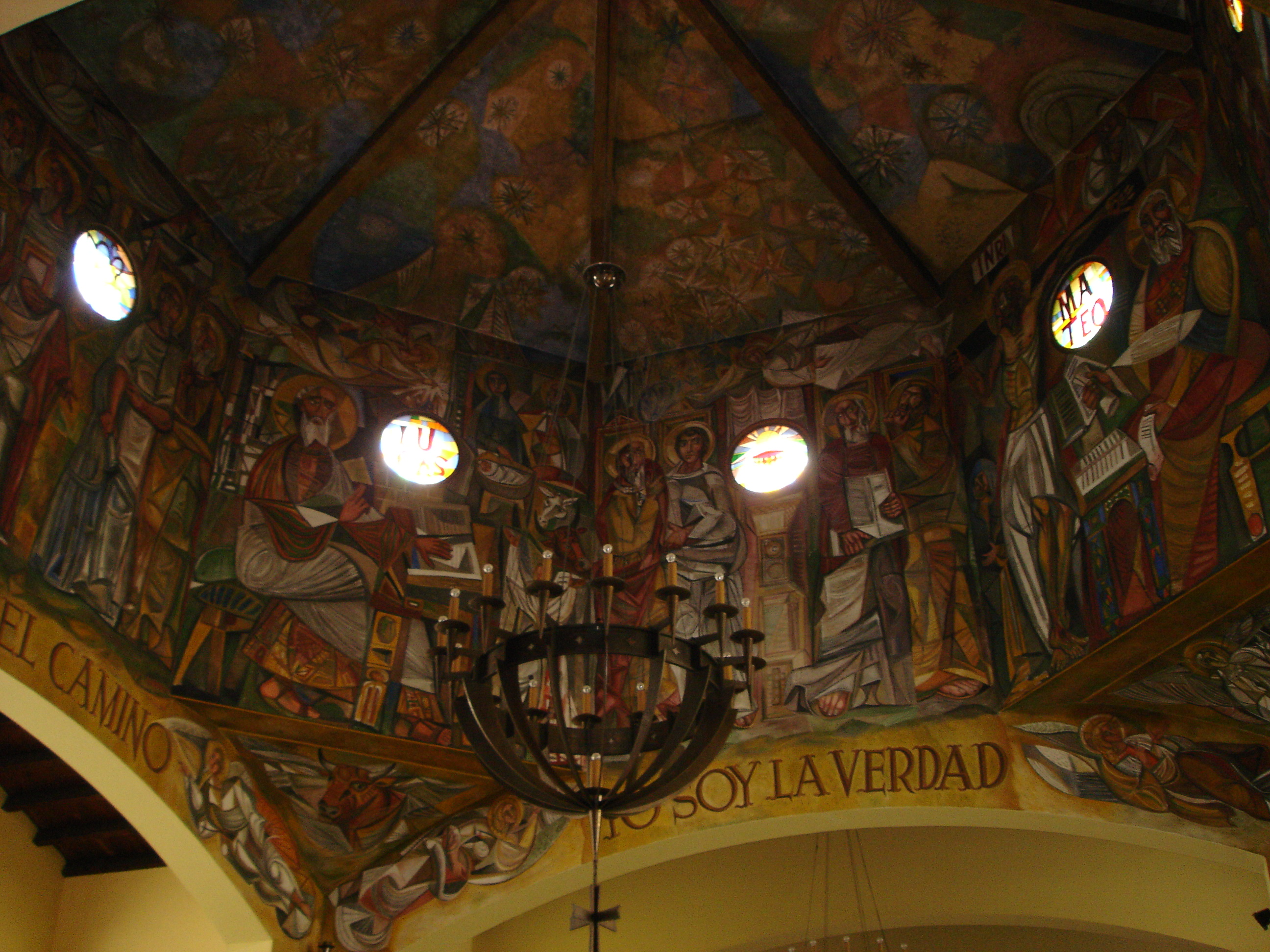
Interior de la iglesia parroquial de Santa Bárbara, obra de los arquitectos Juan Manuel Cárdenas y Francisco Goicoechea y del artista plástico Javier Clavo.

### Patrimonio arquitectónico
- Plaza Mayor: Centro neurálgico del barrio que, en origen, acogió también funciones religiosas. Es uno de los inmuebles más conservadores, arquitectónicamente hablando, de todo el conjunto. Se trata de una plaza porticada de tres brazos en cuyas intersecciones se levantan torres. El cuerpo central alberga un edificio que, planteado a modo y manera de un Ayuntamiento sin serlo, albergó la sede del servicio de Asuntos Sociales de Ensidesa. Desde su construcción fue el lugar elegido para situar los principales servicios comerciales: Correos y Telégrafos, cafetería, central telefónica y tiendas (en origen también el economato y posteriormente aulas). En la actualidad se mantienen los comercios y las viviendas, mientras que el cuerpo central está destinado a hotel municipal de asociaciones. En ella se celebran los principales eventos del barrio.

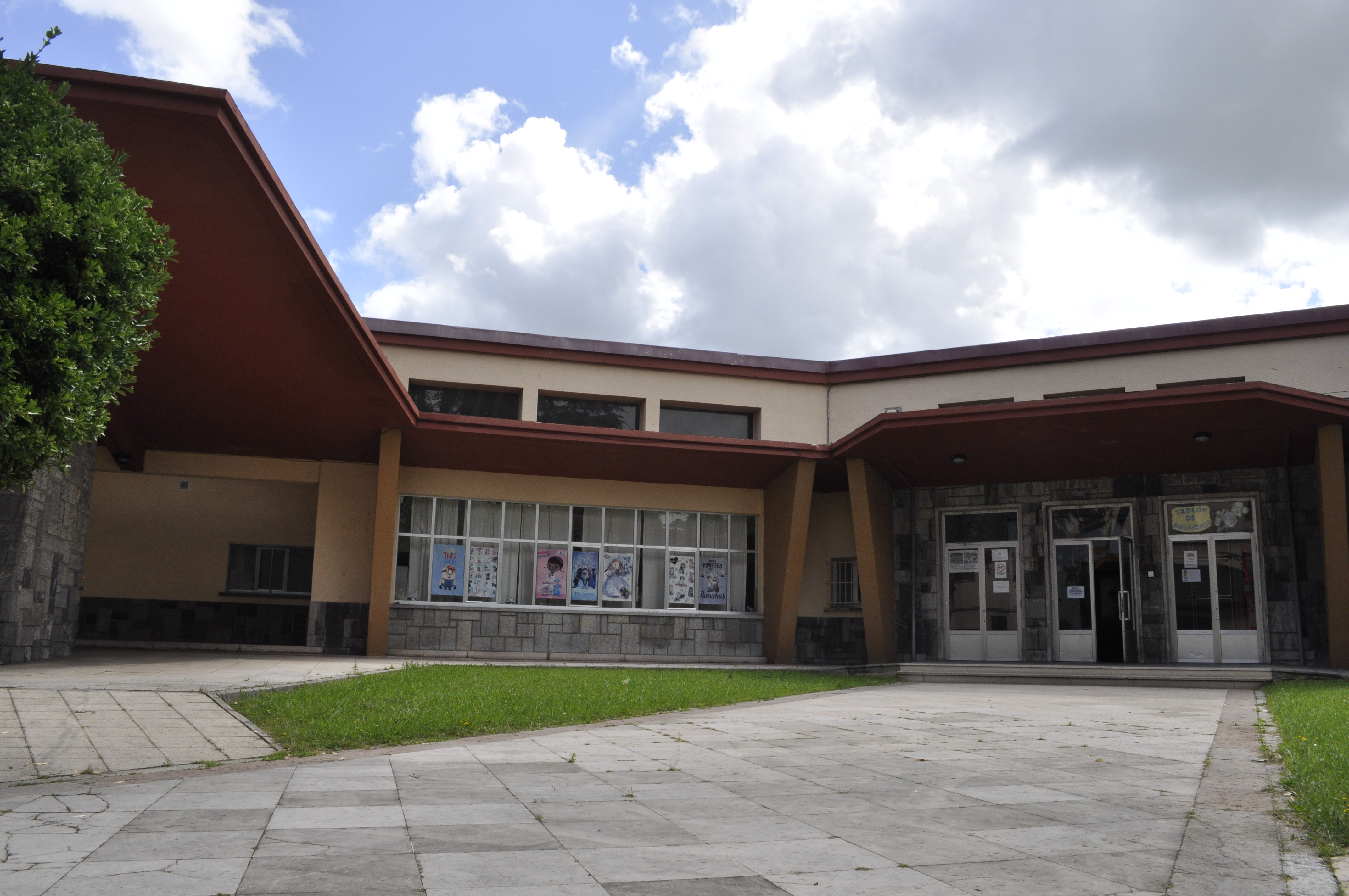
Antiguo colegio femenino. Obra de Juan Manuel Cárdenas y de Francisco Goicoechea.

- Iglesia Santa Bárbara: Es un proyecto de Juan Manuel Cárdenas, firmado junto a Francisco Goicoechea (cuya huella es mucho menos patente). Se erige desde 1957 en lo alto de Llaranes. Se trata de un templo de grandes dimensiones, de planta de cruz latina, y está rodeada en sus lados Este, Norte y Sur por un atrio y presidida en el frente por una torre campanario de unos veinte metros de altura. Su cúpula octogonal se encuentra decorada con más de cuatrocientos metros cuadrados de pinturas al fresco, obra del artista madrileño Javier Clavo Gil, donde se representan los profetas, los apóstoles y diversas escenas religiosas entre las que destaca un Pantocrátor de inspiración bizantina. El mismo pintor es el que realiza también los mosaicos (las escenas del Vía Crucis y otros seis de gran formato) y las vidrieras (entre las que sobresalen las dos del transepto). Presidiendo el altar mayor se encuentra un retablo castellano del siglo XVI, procedente de Tubilla del Lago (Burgos), que fue adquirido por ENSIDESA y restaurado por personal del Museo Nacional del Prado para su colocación en el templo de Llaranes. La imagen central, de Santa Bárbara, es copia de una talla alemana del siglo XIII.Antiguo colegio femenino. Obra de Juan Manuel Cárdenas y de Francisco Goicoechea.En 2007 se publicó la obra Llaranes en la historia: parroquia de Santa Bárbara, de Juan Goti y José María Murias,[6] que recoge amplia información histórica sobre esta parroquia.
- Escuela de niñas: Fue el primer colegio en ser construido y el único proyectado inicialmente. Es obra de Juan Manuel Cárdenas y de Francisco Goicoechea y entró en funcionamiento en el curso escolar 1956/57. Por su singular concepción arquitectónica fue incluido en 2017 en el listado de edificios de arquitectura de movimiento moderno de la Fundación Docomomo ibérico. El edificio tiene una sola planta en forma de "U". A ambos lados del vestíbulo principal se disponen las aulas, que en origen contaron con un muro cortina que se abría al exterior en los días de buen tiempo. Cada aula cuenta con dos pinturas murales de gran tamaño realizadas por Javier Clavo Gil, Juan Ignacio Cárdenas y Luis Echanove, que representan, respectivamente, las materias del momento, las estaciones y los continentes. El centro estuvo dirigido por las Hermanas de la Caridad y desde el curso 1985/86 alberga Educación Infantil del Colegio Público "Llaranes".
- Escuela de niños: Inaugurada en 1959, responde a las trazas de Francisco Goicoechea. Incorpora elementos propios de la arquitectura de movimiento moderno, como el muro cortina o los grandes alerones y protegen las entradas a las aulas desde el exterior. Por su interés fue incluido en 2017 en el inventario de la Fundación Docomomo ibérico. Las aulas se disponen a ambos lados de un cuerpo central de dos pisos unidos por una casi escultórica escalera helicoidal. En la parte alta se sitúan los despachos y el salón de actos. Fue dirigido por los Padres Salesianos y desde el curso 1985/86 está destinado a las funciones de Educación Primaria del Colegio Público "Llaranes".
- Bolera: Es una construcción que ya forma parte del poblado obrero. Su diseño se debe a la mano de los hermanos arquitectos Somolinos Cuesta, que la levantan en 1959 a imagen y semejanza de la construida en Laviana. Se compone de una gran bóveda que cubre la pista donde se sitúan los bolos y que, a su vez, hace las funciones de graderío. Al extremo contrario se sitúa una pequeña cubierta para el tirador sostenida por dos tirantes de hormigón. La bolera, que aún continúa su uso con el Grupo de Bolos Ensidesa, fue incluida en 2017 en el listado de construcciones de movimiento moderno de interés de la Fundación Docomomo ibérico, con la máxima categoría."La arquitectura", entrada al parque infantil, obra de Francisco Goicoechea.

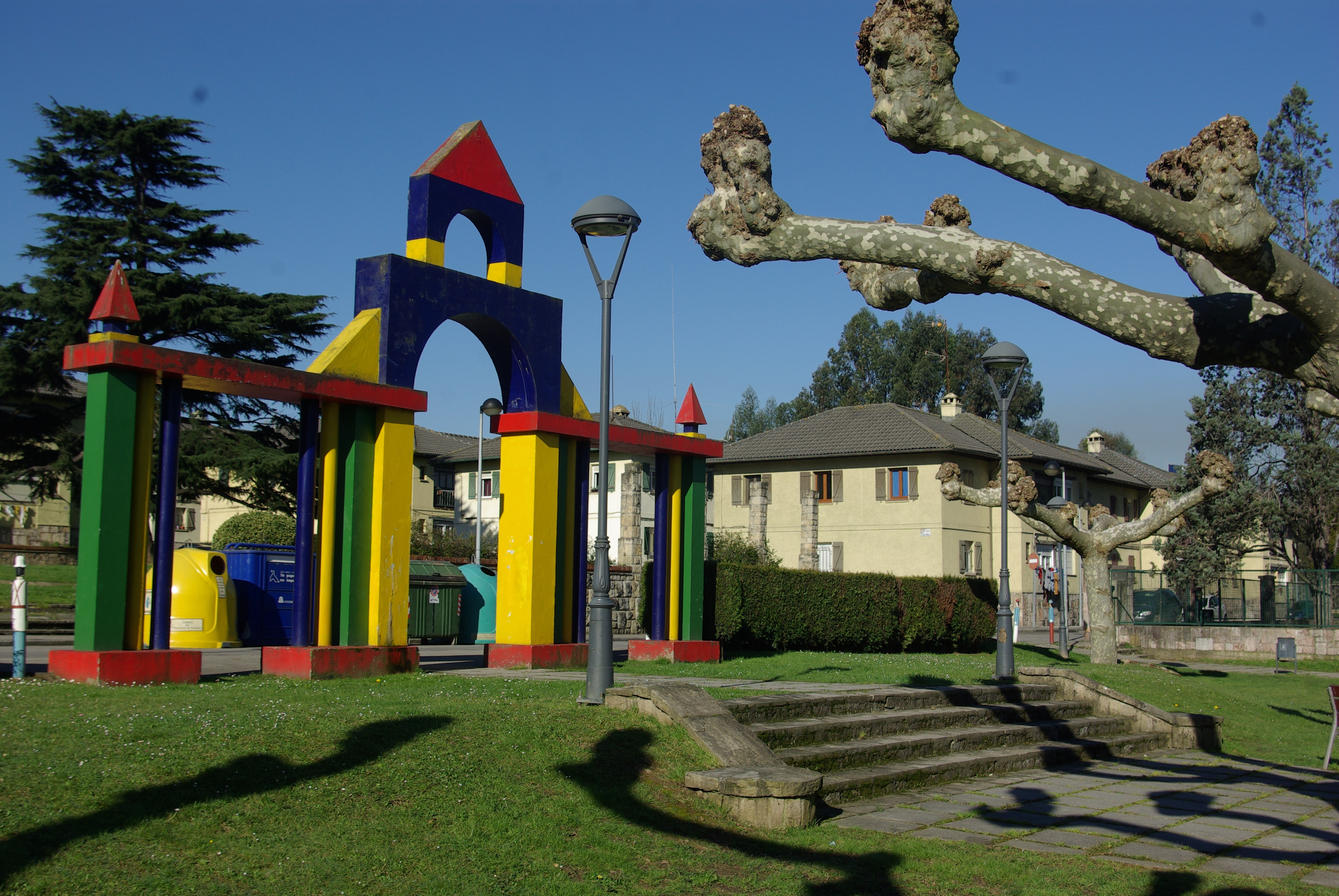
"La arquitectura", entrada al parque infantil, obra de Francisco Goicoechea.

- Escuelas provisionales "Los tubos"[7]: Ante la saturación inmediata del colegio femenino se plantea la construcción de unas escuelas provisionales hasta la inauguración del masculino en 1959. De provisionales tuvieron más bien poco, y estuvieron en funcionamiento hasta los años setenta. En tiempo récord y con pocos medios económicos se levantaron nueve naves con forma de medio cilindro dispuestas de forma radial en torno a un patio ajardinado que aún hoy se conserva.
- Economato: Inaugurado en 1962 con trazas de los dos arquitectos, Juan Manuel Cárdenas y Francisco Goicoechea Agustí. Desde un primer momento los trabajadores de la fábrica contaron con un economato (instalado por aquel entonces en los bajos de la Plaza Mayor), donde adquirir productos a precio de coste. En la recta final de la construcción del poblado se decide erigir un inmueble destinado en exclusiva para tal fin, incluido en el inventario de arquitectura de movimiento moderno de la Fundación Docomomo ibérico en 2017. Es un inmueble de dos plantas donde destaca en la parte central: un espacio abierto coronado por una enorme bóveda de vidrio que recuerda a los mercados de abastos. Bajo ella se disponen dos murales realizados por Luis Echanove que representan motivos del mar y de la montaña. En la actualidad alberga las instalaciones de una cadena comercial.
- Parque infantil: Fue proyectado por Francisco Goicoechea como un lugar de zonas verdes, de esparcimiento y de juego para los niños y las niñas que, por aquellos tiempos, habitaban el poblado. Su singular planteamiento lo hizo único, contando con piscina y elementos de interés arquitectónico como el arco de acceso, inspirado en los juegos de arquitectura de la época. El cierre perimetral representa a policías, bomberos, payasos y otros personajes que siguen a la perfección la idea global del recinto. Por último se hace necesario destacar la "seta", una peculiar edificación que en su día albergó el puesto de vigilancia del parque.

## Servicios
- Colegio Público de Educación Infantil y Primaria "Llaranes".
- Colegio Público de Educación Infantil y Primaria "La Toba".
- Escuela de 0 a 3 años "La Toba".
- Parques infantiles: La Toba, Llaranes, El Cruce, Garajes.
- Estadio Santa Bárbara.
- Instalaciones deportivas del "Complejo Deportivo La Toba-Hermanos Castro".
- Bolera municipal de cuatreada.
- Paseo fluvial con carril-bici.
- Línea de autobús urbano.
- Línea de ferrocarril de vía estrecha con parada en Llaranes.
- Centro sociocultural de titularidad municipal.

## Fiestas y celebraciones
- Antroxu (Carnaval).
- Semana Solidaria pro Guatemala (abril).
- Fiestas patronales de San Lorenzo (agosto).
- Fiestas de Santa Bárbara y Navidad (diciembre).

## Instituciones y asociaciones
- Asociación de vecinos "Santa Bárbara"
- Asociación de vecinos "El Camín" de Llaranes y El Pozón.
- Asociación de amas de casa "Llaranes Acacia".
- Comisión de festejos de Llaranes (COFELLA).
- Cofradía de la Sardina Arenque (Antroxu).
- Cáritas Parroquial de Santa Bárbara.
- Multideportivo Llaranes.
- Club de baloncesto "Avilés Sur".
- Peña sportinguista de Llaranes.
- Grupo de bolos ENSIDESA.
- Grupo de Pesca ENSIDESA.
- Grupo de Teatro "Santa Bárbara".
- Llaranes Club de Fútbol.
- Club de Tenis ENSIDESA.
- Club Teleradio Llaranes.
- Archicofradía de María Auxiliadora.

Llaranes dispone de un hotel de asociaciones municipal en las instalaciones del antiguo departamento de Asuntos Sociales de ENSIDESA, ubicado en la Plaza Mayor del barrio. En él tienen su sede, además, instituciones cuyo ámbito de actuación excede el territorio de Llaranes. Es el caso de la asociación de investigación folclórica Escontra'l Raigañu (dedicada al estudio de la cultura asturiana), el Centro de Estudios del Alfoz de Gauzón (dedicado a la historia y el patrimonio cultural del antiguo Alfoz de Avilés) y del grupo ornitológico MAVEA.

## Vecinos destacados
- Enrique Castro González "Quini" (futbolista)
- Jesús Castro González (futbolista)
- Enrique Rodríguez Cal "Dacal II" (boxeador)
- Benjamín Menéndez Navarro (artista plástico)
- Mons. Aníbal Nieto Guerra (obispo católico)
- Mariví Monteserín Rodríguez (política)
- Pilar Varela Díaz (política)